# Abraham
Se Abraham (patriark) för den bibliske Abraham

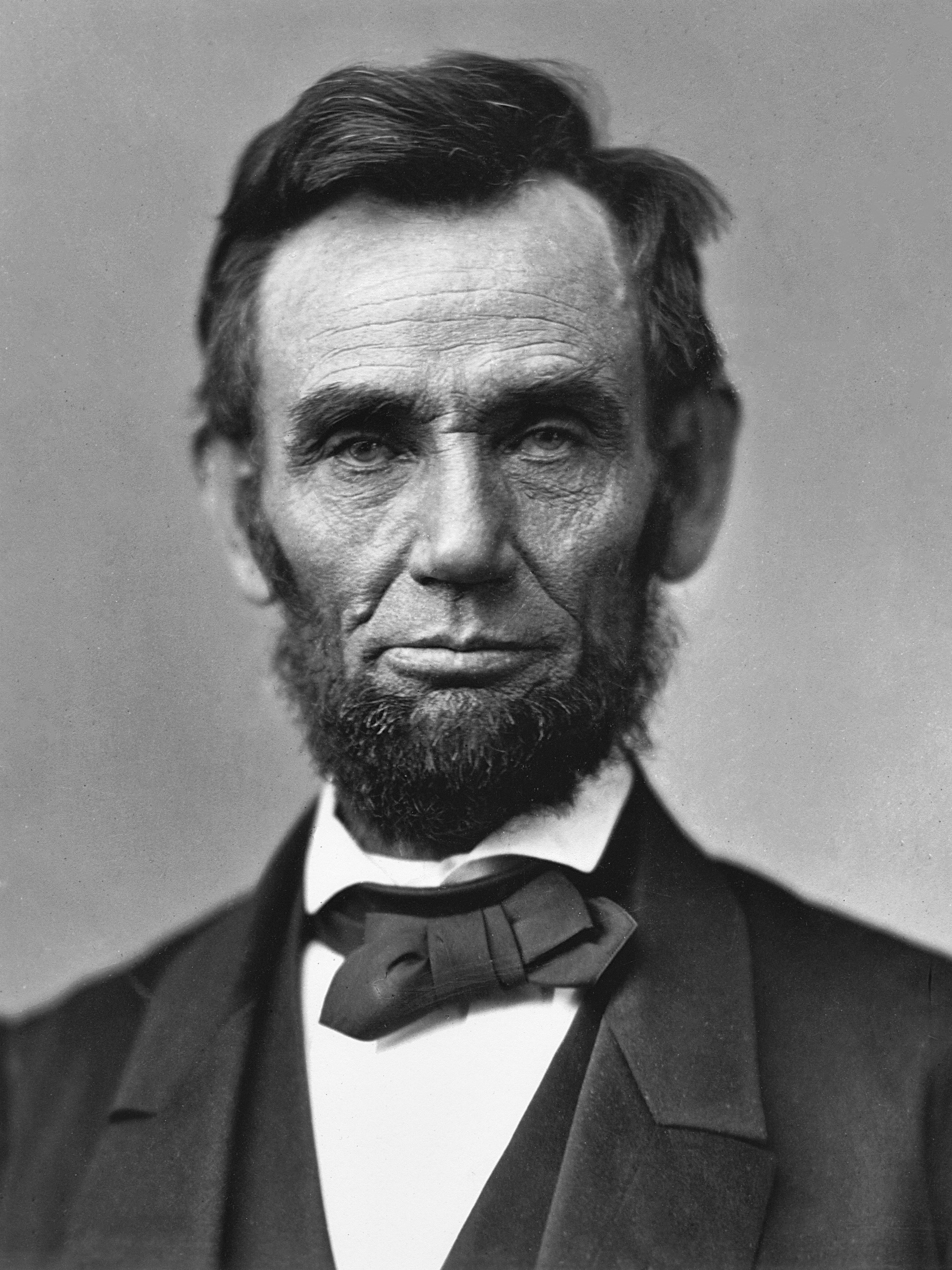
Abraham Lincoln, 1863.

Mansnamnet Abraham är av hebreiskt ursprung (Abram) och betyder folkets fader, eller fader till många. Enligt judisk, kristen och islamisk tro är han hebréernas och arabernas stamfader.
Abraham är ovanligt som namn i Sverige. Ett fåtal pojkar varje år får det som tilltalsnamn. Den 31 december 2008 fanns det totalt 912 personer i Sverige med namnet, varav 334 med det som tilltalsnamn. År 2003 fick 18 pojkar namnet, varav 9 fick det som tilltalsnamn.
Namnsdag i Sverige: 18 december. I den finlandssvenska namnsdagslängden har Abraham namnsdag 18 december sedan starten 1929, då en egen namnsdagskalender togs i bruk för finlandssvenskar.

## Ibrahim
En arabisk och turkisk form av namnet är Ibrahim eller İbrahim. 2010 fanns 5 091 män och 1 920 kvinnor som bar namnet i Sverige. Det fanns dock inte bland de hundra vanligaste födelsenamnen.

## Personer med namnet Abraham
- Abraham, (Abram) från Ur i Kaldéen
- Abraham Angermannus (1540–1607), ärkebiskop
- Abraham Berge, norsk statsminister
- Abraham Bosse (1602–1676), fransk konstnär
- Abraham Leijonhufvud (1583–1618), friherre och riksråd
- Abraham Eriksson (Leijonhufvud), riddare och riksråd
- Abraham Gustavsson Leijonhufvud, friherre och ämbetsman
- Abraham Kristiernsson (Leijonhufvud), riksråd
- Abraham Gotthelf Kästner (1719–1800), tysk matematiker och poet
- Abraham Grill (1674–1725), köpman
- Jean Abraham Grill, köpman, direktör i Svenska Ostindiska Kompaniet
- Johan Abraham Grill, köpman och brukspatron
- Abraham Hirsch, musikförläggare
- Abraham Lincoln, president i USA 1861–1865
- Abraham Lundquist, musikförläggare
- Abraham Mankell, musikhistoriker, sångpedagog, tonsättare och kyrkomusiker
- Abraham H. Maslow, amerikansk psykolog
- Abraham de Moivre, fransk matematiker
- Abraham Roberts, brittisk general
- Abraham Rundbäck, politiker och skolman
- Abraham Rydberg, grosshandlare, skeppsredare och donator
- Abraham Unger, landshövding i Värmlands län
- Abraham Verghese, läkare och författare
- Per Abraham Örnsköld, landshövding i Västernorrlands län och i Södermanlands län. Han har givit namn åt Örnsköldsvik.

## Personer med namnet Ibrahim
- Ibrahim Baylan, svensk/assyrisk-syriansk politiker (s),  statsråd
- Ibrahim Nasrullayev, svensk-azerisk sångare
- İbrahim Akın (1984–),  en turkisk fotbollsspelare
- İbrahim Kaypakkaya (1949–1973), en turkisk marxist-leninistisk revolutionär
- İbrahim Okyay (1969–), en turkisk rally- och racerförare
- İbrahim Toraman (1981–), en turkisk fotbollsspelare
- İbrahim Üzülmez (1974–), en pensionerad turkisk fotbollsspelare